# Пастрана, Хулия
Юлия или Хулия Пастрана (исп. Julia Pastrana; 1834, Мексика — 25 марта 1860, Москва) — женщина с врождённым гипертрихозом, в XIX веке выставлявшаяся на множестве передвижных выставок в Европе.

## Биография

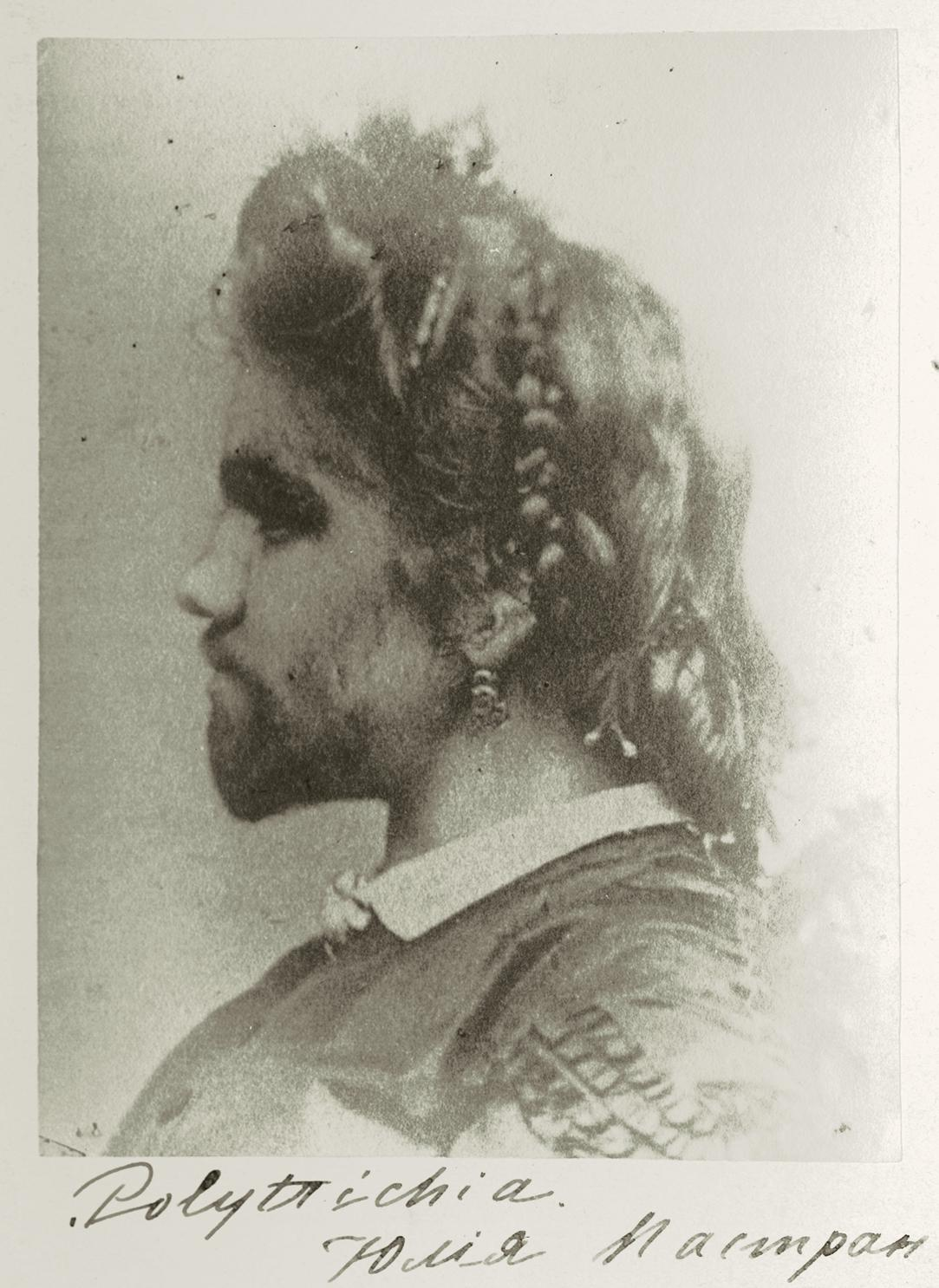
Фотопортрет Хулии Пастраны

Хулия Пастрана относилась к коренным жителям Мексики — индейцам, родилась предположительно в 1834 году, где-то в горных лесах Сьерра-Мадре (штат Синалоа), вдали от населённых мест. Она страдала гипертрихозом, то есть её лицо и тело, кроме ладоней и подошв, были полностью покрыты прямыми чёрными жёсткими плотными волосами. Её уши и нос были необычайно большими, а зубы — неровными, что делало её похожей на гориллу. Рост её был совсем небольшим — всего 138 сантиметров.
Описание её внешности и характера оставил, в частности, Чарльз Дарвин, упомянувший, что, несмотря на уродство, Пастрана замечательно танцевала и была доброй и приветливой. Она научилась читать и писать на испанском и английском, а также готовить еду и шить.
Настоящая история Хулии Пастраны неизвестна. В брошюрах XIX века, сопровождавших её выступления, она описывается примерно следующим образом. Индейская девушка по имени Эспиноса была в 1830 году разлучена со своим племенем: соплеменники думали, что она утонула. Эспиноса впоследствии, когда её нашли, говорила, что она была захвачена в плен и заключена в пещеру группой враждебных индейцев в районе, полном хищных зверей, хотя этот факт никогда не был подтверждён. Эспиносу сопровождала девочка в возрасте примерно четырёх лет, и Эспиноса утверждала, что это не её дочь, что она нашла девочку в лесу (как она оказалась там — неизвестно) и привязалась к ней. Позднее Эспиноса вышла замуж и крестила ребёнка как Хулию Пастрану. Затем Эспиноса умерла, а Хулия переехала в соседнюю деревню. В конце концов девушка стала служанкой в семье губернатора штата Синалоа Педро Санчеса, где работала в течение многих лет, но в апреле 1854 года предпочла вернуться в родные места.
По дороге домой она встретила американца М. Райтса, который в её необычной внешности сразу увидел возможность заработка, и в том же году Хулия, согласившаяся на его предложение, отправилась в США. Её первое появление в качестве экспоната на шоу уродов состоялось в Готическом зале Нью-Йорка. Затем она оказалась в Кливленде, но уже с другим менеджером (а скорее всего — хозяином) по фамилии Бич. Там она принимала участие в торжественных балах и военных парадах, и якобы солдаты выстраивались в очередь, чтобы потанцевать с ней. Затем она отправилась в Лондон, в Великобританию, с очередным менеджером — Теодором Лентом (также известный как Льюис Б. Лент), который обманом увел её у прежнего хозяина. Лент был нанят в качестве кучера для гастрольной поездки в Балтимор и в дороге воспользовался этим, чтобы предложить Хулии выйти за него замуж. В тот же день они сбежали от Бича и тайно расписались. Вызванная менеджером полиция поймала парочку, но вскоре отпустила, пояснив Бичу, что контроль над Пастраной официально перешёл к её законному мужу.
До прибытия в Лондон в газетной рекламе она описывалась как «неописуемая». Предприимчивый Лент научил её танцевать, играть на музыкальных инструментах и взял в мировое турне под названием «бородатые и волосатые леди». В 50-х годах XIX века Пастрана демонстрировалась в Европе.

## Театр
В 1857 году после гастролей в Лондоне Теодор организовал крупное турне по государствам Германии, но там столкнулись с проблемами, связанными с неодобрением властей. Теодор представлял Хулию как загримированную актрису театра. В Лейпциге, в частности, она выступала в главной роли в короткой комедийной пьесе, сочинённой специально для неё: молодой человек влюблён в девушку, лицо которой всегда скрыто вуалью, а когда претендента не было на сцене, она показывала своё настоящее лицо публике, смеша её; в конце концов своё лицо она показывала и влюблённому в неё человеку, который после этого терял к ней всякий интерес. Немецкая полиция, тем не менее, помещала в зрительном зале шпионов, так как не доверяла словам Теодора. В конце концов правда раскрылась, и Теодор был вынужден прекратить представление после двух спектаклей, так как власти объявили его непристойным и аморальным.

## Пастрана в России
Когда Пастрана и Лент добрались до России в 1859-м, тамошняя публика была уже «разогрета» анонсами из Европы. Пастрану встречали как настоящую звезду, а её имя попало не только во все газеты, но и в литературу того времени. Пастрана упоминается в первом томе романа «Петербургские трущобы», повести Льва Толстого «Поликушка», рассказе Аверченко «На Французской выставке за сто лет», водевиле «Жених из долгового отделения» И. Е. Чернышева, а также во многочисленных текстах мемуарного характера. Фёдор Тютчев писал жене, что граф Кушелев, заплатив 200 рублей, привёз Юлию в своё имение в Полюстрово, где её заставили вечером гулять под руку с господами из высшего общества. Другой знаменитостью, привезённой Кушелевым, был писатель Александр Дюма, с которым Хулия подружилась. Вместе они совершили вояж по России, добравшись до Таганрога, после чего Дюма отправился на Кавказ, а Пастрана — в Харьков, где на её выступление заглянул сам российский император.
Гиляровский свидетельствовал, что даже на рубеже веков Пастрана ещё упоминалась в выкриках балаганщиков. В начале XX века в России ходила почтовая открытка с изображением усатой и бородатой женщины.

## Личная жизнь
Ставшая известной Пастрана получила множество предложений о браке. Тем не менее, все они были отвергнуты, так как все претенденты, по словам Хулии, не были достаточно богаты. Многие подозревали, что она давала отказы под влиянием Теодора, желавшего выдать её замуж за как можно более богатого человека. Правда же состояла в том, что ещё с 1857 года она состояла в браке с Лентом, но оба предпочитали этот факт скрывать. В российских газетах была запущена «утка» о том, что Пастрана ищет себе жениха. Автор статьи, очевидно, желал вызвать у читателей смех, но добился совершенно иного эффекта: во время украинских гастролей за Хулией охотилась целая армия альфонсов, мечтавших завладеть её деньгами и ради этого готовых жениться на «даме со свиною мордою». Ухажёры публиковали в газетах предложения руки и сердца ещё не один год — даже тогда, когда Хулии уже давно не было в живых.

## Смерть

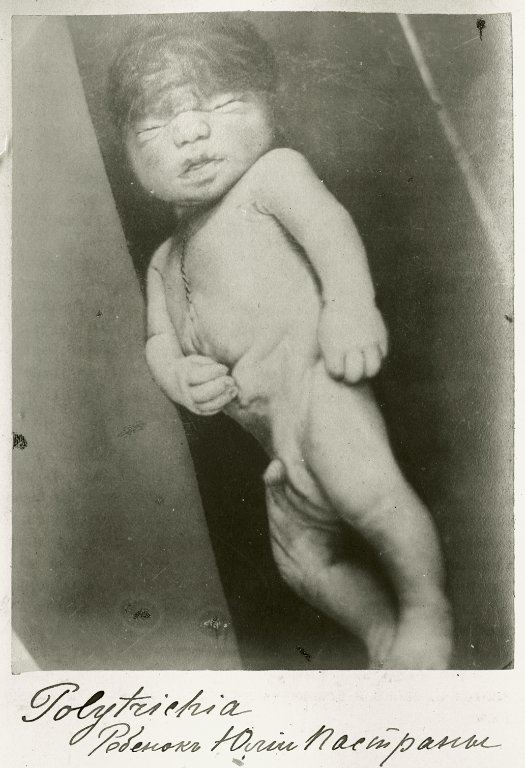
Ребёнок Хулии

Во время гастролей в Москве, которые начались в 1859 году, Пастрана забеременела. Вернувшись с украинских гастролей обратно в Москву, в 1860 году она родила ребёнка, очень похожего на неё саму, и также всего покрытого волосами. Ребёнок прожил только три дня (по другим данным — 35 часов), а Пастрана умерла в результате послеродовых осложнений пять дней спустя.

## Судьба тела
Лент не отказался от тура; он связался с профессором Иваном Соколовым из Московского университета, попросил мумифицировать жену и сына и поместил после этого их мумии в стеклянный шкаф, чтобы продолжать выставки. Соколов же изначально хотел поместить мумии в анатомический институт Московского университета, и тогда Лент начал судебный процесс за право вернуть мумии, который ему удалось выиграть только после предъявления свидетельства о браке с Хулией. Сначала он пытался настоять на выставлении мумий на научных выставках в России, но ему было в этом отказано на том основании, что это не имеет никакого отношения к целям науки. В 1862 году, через два года после смерти жены, он успешно выставлял их в Англии, где на такие шоу не было никаких ограничений. Скоро, однако, интерес к мумиям пропал, после чего они были переданы в странствующий музей курьёзов.
Позже он нашёл другую женщину с подобной внешностью, женился на ней и назвал её «сеньора Пастрана», которую также выставлял на турах и представлял сестрой Хулии. Он вернул сданные в аренду странствующему музею мумии жены и сына и начал выставлять их на выставке вместе с живой женой. В конечном счёте он поселился в Петербурге в 1880 году и попал в психиатрическую больницу, где через некоторое время скончался. Жена его переехала в Мюнхен в 1888 году и заявила права на мумии, получив их в итоге обратно в 1889 году. Она выставила их напоказ вместе с собой на антропологической выставке, устроенной Б. Гасснером. В конце концов этот человек оставил мумии себе и продал их в 1895 году на торгах в большой цирк в Вене.
Мумии вскоре исчезли из поля зрения общественности. Они появились в Норвегии в 1921 году у некоего господина Лунда, который демонстрировал их в своей «Комнате ужасов». В 1943 году, во время оккупации Норвегии войсками нацистской Германии, нацисты постановили уничтожить коллекцию Лунда, но он сумел убедить их, что демонстрирование «женщины-обезьяны» сможет принести в казну Рейха хорошие деньги, и в итоге мумии Хулии и её сына демонстрировались публично в оккупированной Норвегии.
Мумии были выставлены до 1970-х годов, когда начались многочисленные протесты против правительства в связи с предполагаемым туром с мумиями по США, и они были выведены из поля зрения общественности. Вандалы ворвались в хранилище в августе 1976 года и изуродовали мумию ребёнка. Останки её были съедены мышами. Мумия Хулии была украдена в 1979 году, но хранилась в Институте судебной медицины в Осло с тех пор, как тело было обнаружено полицией, но не опознано. Оно было обнаружено в 1990 году и находилось в запечатанном гробу на кафедре анатомии университета Осло с 1997 года. В 1994 году сенат Норвегии рекомендовал похоронить её, но министр науки решили сохранить тело, чтобы учёные могли проводить с ним исследования. Для получения доступа к останкам Хулии Пастраны требовалось специальное разрешение, выдаваемое обычно только учёным.
В апреле 2012 года Университет Осло согласился вернуть тело Мексике. Её челюсти изучались в Королевском колледже хирургов в Лондоне. Хулию Пастрану похоронили в Мексике спустя 150 лет после её смерти. Церемония состоялась 12 февраля 2013 года в городе Синало-де-Лейва. Мумифицированное тело Пастраны похоронили в белом гробу, украшенном белыми розами.